# Prandler Árpád
Prandler Árpád (Kaposvár, 1930. február 23. – Budapest, 2014. február 5.) magyar jogász, diplomata, az állam- és jogtudományok kandidátusa. 2005-től haláláig a volt Jugoszláviában történt háborús bűncselekményeket vizsgáló Nemzetközi Törvényszék bírája.

## Életpályája
1948-ban érettségizett, majd az Eötvös Loránd Tudományegyetem (ELTE) Állam- és Jogtudományi Karán 1952-ben, míg az egyetem Bölcsészettudományi Karán 1957-ben diplomázott. A diploma megszerzése után az ELTE Állam- és Jogtudományi Karán oktatott egyetemi tanársegédként, 1958-ig egyetemi adjunktusként. 1956-tól egészen 1957-es megszüntetéséig a Magyar Egyetemisták és Főiskolások Szövetsége (MEFESZ) főtitkára volt. 1959-ben kinevezték a Nemzetközi Diákszövetség (International Students Association) magyar képviselőjévé Prágában, ahonnan 1962-ben tért haza. Ekkor a Külügyminisztérium munkatársa lett, és 2005-ig – gyakorlatilag folyamatosan – a Külügyminisztérium alkalmazásában állt. 1963 és 1968 között a magyar ENSZ-képviselet tanácsosa New Yorkban, 1963 és 2005 között – kisebb megszakításokkal – az ENSZ Közgyűlés magyar delegációjának tagja volt. 1968-ban a Magyar Jogász Szövetség főtitkárává választották, mely pozíciót 1974-ig töltötte be. Közben 1970-ben visszatért az ELTE Állam- és Jogtudományi Karára, ahol docensi kinevezést kapott. Az állam- és jogtudományok kandidátusi értekezését 1972-ben védte meg.
1974-ben kinevezték a Külügyminisztérium nemzetközi jogi osztályának vezetőjévé, amely funkciót első ízben 1983-ig töltötte be. 1974 és 1982 között az ENSZ keretében megvalósuló és kodifikációs célból összehívott, ún. harmadik tengerjogi világkonferencia magyar delegációjának vezetői feladatait látta el. 1976-tól 2006-ig különleges megbízatású nagykövet a Külügyminisztérium alkalmazásában. 1981-től folyamatosan a hágai székhelyű Állandó Választott bíróság (Permanent Court of Arbitration) tagja. 1985-ig oktatott az Eötvös Loránd Tudományegyetemen, 1983-ban címzetes egyetemi tanári kinevezést kapott.
1983 és 1990 között az ENSZ Leszerelési Főigazgatóságának (Under-Secretary-General for Disarmament Affairs at the UN) helyettes vezetője volt New Yorkban. 1990-ben az ún. Atomsorompó-szerződés negyedik felülvizsgálati konferenciájának főtitkári pozícióját töltötte be New Yorkban, illetve Genfben. 1990-től újra a Külügyminisztérium munkatársa, majd 1996-ban annak közigazgatási főtanácsadója lett.

## Rendszerváltás utáni pályafutása
1991 és 2006 között a Budapesti Közgazdaságtudományi Egyetemen, illetve jogutód intézményein oktatott. A Budapesti Corvinus Egyetem Nemzetközi Kapcsolatok Tanszékén, illetve az egyetem posztgraduális intézetében címzetes egyetemi tanárként a Nemzetközi szervezetek című tantárgy oktatásáért volt felelős. 1993 és 2006 között a budapesti székhelyű Duna Bizottság helyettes magyar képviselőjeként tevékenykedett a jogi ügyekben. Egyébiránt az itt végzett tevékenysége elismeréséül, 1999-ben Vásárhelyi Pál-díjban részesült.
1995 és 2002 között a magyar küldöttség tagjaként, illetve vezetőjeként részt vett a Nemzetközi Büntetőbíróság statútumának megszövegezését, majd a Nemzetközi Büntetőbíróság felállítását célzó előkészítő munkákban, így a Nemzetközi Büntetőbíróság statútumát elfogadó és aláíró 1998-as diplomáciai konferencián, Rómában. 1996 és 2005 között a genfi székhelyű Nemzetközi Humanitárius Ténymegállapító Bizottság tagja volt, mely bizottságot az 1977-es, az 1949. augusztus 12-én kötött genfi egyezményeket kiegészítő és a nemzetközi fegyveres összeütközések áldozatainak védelméről szóló jegyzőkönyv (I. Jegyzőkönyv) 90. cikke hívta életre, a genfi egyezményekbe, valamint az I. Jegyzőkönyvbe ütköző, súlyos jogsértésre utaló tények, magatartások kivizsgálására. 1999 és 2006 között a nemzetközi humanitárius jog terjesztésével és érvényre juttatásával foglalkozó Nemzetközi Humanitárius Jog Nemzeti Tanácsadó Bizottságának elnöki tisztét látta el.
1997 és 2000 között a Külügyminisztérium nemzetközi jogi főosztályának főosztályvezető-helyettese, 2000 és 2002 között pedig ismételten annak főosztályvezetője volt, ugyanitt 2002-től nyugalmazott szakmai (jogi) főtanácsadóként tevékenykedett, miközben 2002-ben az ENSZ Közgyűlés VI. főbizottsága, azaz a Jogi Bizottság elnökének választotta meg az ENSZ Közgyűlése. 2000-től elnöke a Nemzetközi Jogi Egyesület magyar tagozatának. A Magyar Vöröskereszt országos vezetőségének tagja. 2003 és 2006 között a dunai hajózás rendjéről szóló 1948. évi belgrádi egyezmény felülvizsgálatára összehívott előkészítő bizottság elnöke. 2004-ben magyar kormányképviselőként vett részt a bős–nagymarosi vízlépcsőrendszer ügyében folyó kétoldalú, magyar–szlovák kormányközi tárgyalásokon.
2005-ben az ENSZ Közgyűlése a volt Jugoszlávia területén elkövetett háborús bűnök kivizsgálására létrehozott, Hágában működő Nemzetközi Törvényszék ad litem (azaz eseti) bírójává választotta, ahol az ún. Jadranko Prlić és társai ügyben, a III. számú kamarában tevékenykedett 2006 óta.

## Díjai, elismerései
A Magyar Érdemrend középkeresztje

## Főbb művei
- Az ENSZ Biztonsági Tanácsa. Budapest: Közgazdasági és Jogi. 1974.
- Nemzetközi szervezetek és intézmények. Szerk. Prandler Árpád. Budapest: Aula. 2001. ISBN 963-9345-44-X (Társszerző is)
- Nemzetközi szervezetek és intézmények. Szerk. Prandler Árpád. Második, átdolgozott kiadás. Budapest: Aula. 2005. ISBN 963-9585-56-4 (Társszerző is)

Több egyetemi tankönyv szerzője, társszerzője és lektora, számos tanulmányt írt az ENSZ alapokmánya, békefenntartás, nemzetközi szervezetek, leszerelés, nemzetközi humanitárius jog, nemzetközi büntetőjog, emberi jogok, valamint a tengerjog témájában.